# Ô bon vin, où as-tu crû ?
Ô bon vin, où as-tu crû ? est une mélodie pour voix et piano d'Albert Roussel composée en 1928.

## Présentation
Ô bon vin, où as-tu crû ?, pour voix (moyenne) et piano, est composé en 1928, à Varengeville. La pièce est notée « allegro », à 
.
La mélodie est une chanson du terroir de Champagne recueillie par Mme Geneviève Dévignes, harmonisée par Roussel.
La partition, dédiée à Mme Régine de Lormoy, est publiée en 1935 par Durand.
L'œuvre est créée le 13 avril 1929 à Paris, au « Festival Roussel », à l'ancien Conservatoire, par Régine de Lormoy (voix) et Pierre-Maire (piano). Elle est redonnée à Bruxelles, salle de musique de chambre du palais des Breaux-Arts, le 23 avril 1929, par Régine de Lormoy et Albert Roussel.
Dans le catalogue des œuvres du compositeur établi par la musicologue Nicole Labelle, la pièce porte le numéro L 47.
La durée moyenne d'exécution d'Ô bon vin, où as-tu crû ? est d'un peu plus de deux minutes environ.

## Discographie
- Albert Roussel Edition (CD 9) — José van Dam (baryton basse), Dalton Baldwin (piano), Erato 0190295489168, 2019[6].

### Ouvrages généraux
- Gilles Cantagrel, « Albert Roussel », dans Brigitte François-Sappey et Gilles Cantagrel (dir.), Guide de la mélodie et du lied, Paris, Fayard, coll. « Les Indispensables de la musique », 1994, 916 p. (ISBN 2-213-59210-1), p. 571-577.

### Monographies
- Lucie Kayas, « Catalogue des œuvres », dans École normale de musique de Paris, Jean Austin (dir.), Albert Roussel, Paris, Actes Sud, 1987, 125 p. (ISBN 2-86943-102-3), p. 46–95.
- Nicole Labelle, Catalogue raisonné de l'œuvre d'Albert Roussel, Louvain-la-Neuve, Département d'archéologie et d'histoire de l'art, Collège Érasme, coll. « Publications d'histoire de l'art et d'archéologie de l'Université catholique de Louvain » (no 78), 1992, 159 p.
- Damien Top, Albert Roussel : Un marin musicien, Biarritz, Séguier, coll. « Carré Musique » (no 3), 2000, 170 p. (ISBN 2-84049-194-X).
- Damien Top, Albert Roussel, Paris, Bleu nuit éditeur, coll. « Horizons » (no 53), 2016, 176 p. (ISBN 978-2-35884-062-0).